# Leben Fibels

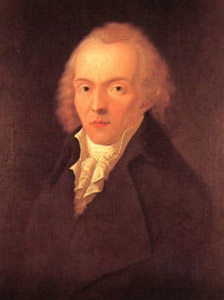
Jean Paul um 1797
- 1763 † 1825

Leben Fibels ist ein Roman von Jean Paul, der, 1806 bis 1811 entstanden, 1812 bei Joh. Leonhard Schrag in Nürnberg erschien.

## Inhalt
Gotthelf Fibel aus Heiligengut wurde älter als 125 Jahre. Die Mutter, Engeltrut, geb. Böpple, von gemeinem Stande, stammte aus einem Dorfe bei Dresden. Siegwart, der Vater, war ein alter langer hagerer Soldat, ein Invalide, der als Vogelsteller meist im nahe gelegenen Walde unterwegs war. „Es ist halt Welt“ tut der Vater das Lärmen all der Menschen draußen ab und bleibt sonst gewöhnlich stumm. Allerdings kann er mit den meisten Vögeln pfeifend reden. Als der alte Siegwart stirbt, hinterlässt er ein wenig Geld, das gerade bis zu Gotthelfs 15. Geburtstag für die beiden bescheiden lebenden Hinterbliebenen ausreicht. Das Wandschränkchen mit dem Erbe darf erst am 16. Geburtstag Gotthelfs eröffnet werden. Die Witwe Engeltrut möchte nicht, dass der Sohn Vogler wird wie der selige Vater, sondern rector magnificus wie einer ihrer Großväter. Gotthelf möchte studieren. Vom Pfarrer leiht er sich Bücher aus und will fremde Sprachen erlernen.
Der Studiosus liebt die Wildmeisterin Drotta, ein junges, hübsches Mädchen, Halbwaise wie er. Drotta lebt mit ihrem Vater in einem einsamen Jägerhaus tief im Walde, nicht allzu weit von Heiligengut entfernt. Einmal, als Gotthelf das Mädchen aufgesucht hatte, begleitet es ihn ein Stück auf dem Heimwege und zieht ihn im Finstern aus dem Walde heraus in das Mondlicht. Der Mond scheint auf Drotta, zeigt den Liebesglanz ihrer Augen und alle offenen Rosen ihres Angesichts. Da sinken sie einander in den ersten Kuss, ohne zu wissen wie.
Als an Gotthelfs 16. Geburtstag das Wandschränkchen eröffnet wird, hat das Geburtstagskind Glück. Dreihundert halbe Souverains in Gold ermöglichen die Hochzeit des jungen Paares. Der Studiosus Gotthelf war inzwischen nicht faul gewesen. Emsig hatte er ein neues ABC-Buch für alle Kinder, auch die ausländischen, verfertigt und jeden der 24 Buchstaben mit einem kleinen Sinngedicht versehen:
S s Sau - - S s Scepter.
Die Sau im Koth sich wälzet sehr,
Das Scepter bringet Ruhm und Ehr.
Mit dem ererbten Gelde werden drei Exemplare der Fibel illustriert und gedruckt. Gotthelf stehen erst zwei, dann drei rührige Gehilfen zur Seite. Schließlich kommt der Tag. Gotthelf dringt mit seinen drei druckfrischen Exemplaren zu seinem Landesherren, Sr. markgräflichen Durchlaucht, vor. Der Fürst, ein lustiger alter Herr, genehmigt das ohnehin gute Buch und schreibt seinen Umlauf in allen Schulen des Landes vor. Die Buchproduktion läuft richtig an. Das Werk des „Buchdruckherrn Fibel“ wird über Landesgrenzen hinaus ein buchhändlerischer Erfolg. Bestellungen aus „baireuthischen, vogtländischen und sächsischen Städten“ treffen ein.
Der Erfolg steigt Gotthelf zu Kopfe. Er druckt fremde Bücher mit seinem Namen als Autor darin nach. Mehr noch, der Plagiarius lässt sich von seinen drei Mitarbeitern in den Himmel heben. Eine biographische Akademie wird ins Leben gerufen. In akademischen Vorlesungen wird Fibel jeden Sonntag gelobt: „Wer ist wohl größer als Fibel?“ Gotthelf spielt den Bescheidenen. Er hört zwar zu, kehrt dem Laudator aber den Rücken.
Jean Paul, der Ich-Erzähler, der die Lebensbeschreibung Fibels kapitelweise zusammengetragen hat, sucht Fibel viele Jahre nach diesen Begebenheiten in Bienenroda auf. Erstaunliches kommt an das Tageslicht. Fibel, inzwischen mehr als 125 Jahre alt, war im Alter von „etwan hundert Jahr“ wieder geboren worden. Jener verblendete eitle Fibel, der das fast mittelmäßige Abcbuch gemacht hatte, war mit neuen Zähnen und neuen Ideen dem Bette entstiegen.
Jean Paul beschreibt den Abschied von dem reichlich 125-jährigen Greise so:
Eben bauete in Abend, wohin mein Weg zuführte, die Morgensonne einen Regenbogen mit allen Farben in den frühen Tag hinein, und der Morgen glühte noch mit seiner einzigen roten nach; und Morgen und Abend, Anfang und Ende, die Farbentore der Zeit und der Ewigkeit standen gegeneinander aufgetan, und beide führten nur aus Himmel in Himmel. Ich blieb so lange stehen, bis der Greis den letzten (den zwölften) Vers seines Morgenliedes ausgesungen:
Bereit, den Lauf zu schließen
Auf deinen Wink, o Gott!
Und lauter im Gewissen:
So finde mich der Tod. -
Dann zog ich meine Straße langsam weiter.

## Zitat
Das erste Lob ist oft schon darum das schönste, weil es zuweilen das letzte ist.

## Form
Mitunter erklärt Jean Paul die Fremdwörter – z. B. schreibt er „Autodidaktos (Selbstgelehrter)“ und gibt Begebenheiten zum Besten, die nicht zur Geschichte gehören – schweift z. B. ab ins Leipziger Rosental. Getreulich hat Jean Paul die Kapitel aus Fibels Leben, so wie sie von seinen Lobrednern (s. o.) verfasst wurden, gesammelt und der Nachwelt bewahrt. Leider ging das 16. Kapitel unter. Manche Bezüge erscheinen als an den Haaren herbeigezogen. So haben z. B. Stammbäume mit Eulers Arbeiten zur Differential- und Integralrechnung überhaupt nichts zu tun.

## Rezeption
- Carlyle[12] spricht 1832 das größte Lob aus, das ein Kritiker zu vergeben hat. Gotthelf Fibel gehöre zu den „lebenden Figuren“.
- Gervinus[13] trifft 1842 den Nagel auf den Kopf. Lesenswert sei der Text auch, weil „Haus- und Winkelsinn“ dicht neben „mächtigem [Gedanken]Flug“ stünde.
- Gottschall[14] vergleicht 1855 das Werk mit „Luise“ von Voß und stellt Jean Pauls Phantasie heraus. Julian Schmidt[15] findet im selben Jahr, Jean Paul wolle die geschilderten Verhältnisse überwinden. Deshalb beschleicht den Kritiker Unbehagen, wenn er den Humor in dem Text genießen möchte.
- Minder[16] bescheinigt 1963 dem „Fibel“ Tiefsinn.
- Friedrich Sengle[17] spottet 1974 über die „literarischen Revoluzzer“ dazumal in der BRD und zieht dagegen Jean Pauls „niedrig gestellte Antihelden“ wie zum Beispiel Gotthelf Fibel als die besseren literarischen Figuren vor.
- De Bruyn weist auf den „großen Stilbruch“ hin. Die Idylle – das sind Fibels Kindheit, Jugend und schließlich sein Ende – wird von einer Parodie – den „Erfolgswahn“ des „Literaten“ Fibel betreffend – unterbrochen.[18]
- Das komische Element ist unübersehbar. Der „geringfügige Gegenstand“ (das Abc-Buch) wird akademisch verhandelt.[19]
- Dieser „Fibel mit seiner aufgeblasenen Wichtigtuerei“ ist „ein bedeutungsloser Hohlkopf.“[20] Der „schlimme Zeitgeist“ hat den Charakter „deformiert“.[21]
- Jean Paul parodiert die ab 1804 eifrig publizierenden Kant-Biographen.[22]
- Höllerer nennt den Fibel eine „späte Wiedergeburt des Wutz.“[23]
- Das „Bienrodische Abcbuch“ gibt es wirklich. Es erschien anonym. Verfasser soll Karl Werlich aus Rudolstadt sein.[24]
- Konrektor Bienrod aus Wernigerode habe in Wirklichkeit die Fibel verfasst.[25]
- Diese „Parodie des dichterischen Schöpfungsprozesses“[26] ist in ihren „Teilen stärker als im Ganzen.“[27]

## Anmerkung
1. ↑  Vogler = Vogelfänger